# Пичтри Сити
Пичтри Сити (енгл. Peachtree City) град је у америчкој савезној држави Џорџија. По попису становништва из 2010. у њему је живело 34.364 становника.

## Демографија
Према попису становништва из 2010. у граду је живело 34.364 становника, што је 2.784 (8,8%) становника више него 2000. године.
| Група             | 2000.          | 2010.          |
| Белци             | 26.873 (85,1%) | 26.790 (78,0%) |
| Афроамериканци    | 1.929 (6,1%)   | 2.557 (7,4%)   |
| Азијати           | 1.167 (3,7%)   | 1.824 (5,3%)   |
| Хиспаноамериканци | 1.184 (3,7%)   | 2.442 (7,1%)   |
| Укупно            | 31.580         | 34.364         |